# Atlantis (Florida)
Atlantis város az USA Florida államában, Palm Beach megyében. 

## Népesség
A település népességének változása: